# Pero xylinaria
Pero xylinaria är en fjärilsart som beskrevs av Achille Guenée 1858. Pero xylinaria ingår i släktet Pero och familjen mätare. Inga underarter finns listade i Catalogue of Life.